# Vastenavond (gravure)
Vastenavond, ook De wafelbakster genoemd, is een gravure van de Antwerpse prentkunstenaar Pieter van der Heyden, die gedeeltelijk teruggaat op een tekening van de Zuid-Nederlandse schilder Jheronimus Bosch.

## Voorstelling
In een keuken zit een oude vrouw voor de haard wafels te bakken. Achter haar tonen andere vrouwen huishoudelijke voorwerpen, zoals een blaasbalg, een treeft en een schep met gaatjes. Links, achter een half ingeslapen man, staan een muzikant en een vrouw. Helemaal rechts wordt een nar geschoren.

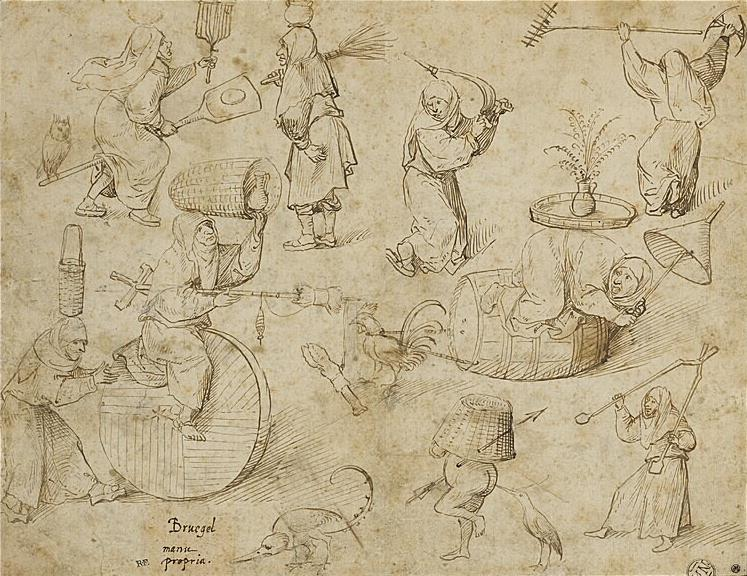
Jheronimus Bosch (?). Vastenavondvierders. Ca. 1475-1525. Pen in bruine inkt op papier. Parijs, Musée du Louvre.

De prent laat een feestvierend gezelschap op vastenavond zien. Op deze avond werden van oudsher wafels gebakken. Van Balthasar van den Bosch is een vergelijkbare prent bekend, waarop in het bijschrift staat dat het hier om een vastenavondviering gaat. De vrouw met de blaasbalg is vrijwel identiek aan die op de aan Jheronimus Bosch toegeschreven tekening Vastenavondvierders in het Louvre. De scène met de geschoren nar verwijst naar het spreekwoord ‘de gek scheren’ (malligheid uithalen). Deze voorstelling is waarschijnlijk ontleend aan de tekening De narrenkeuken in het British Museum in Londen.

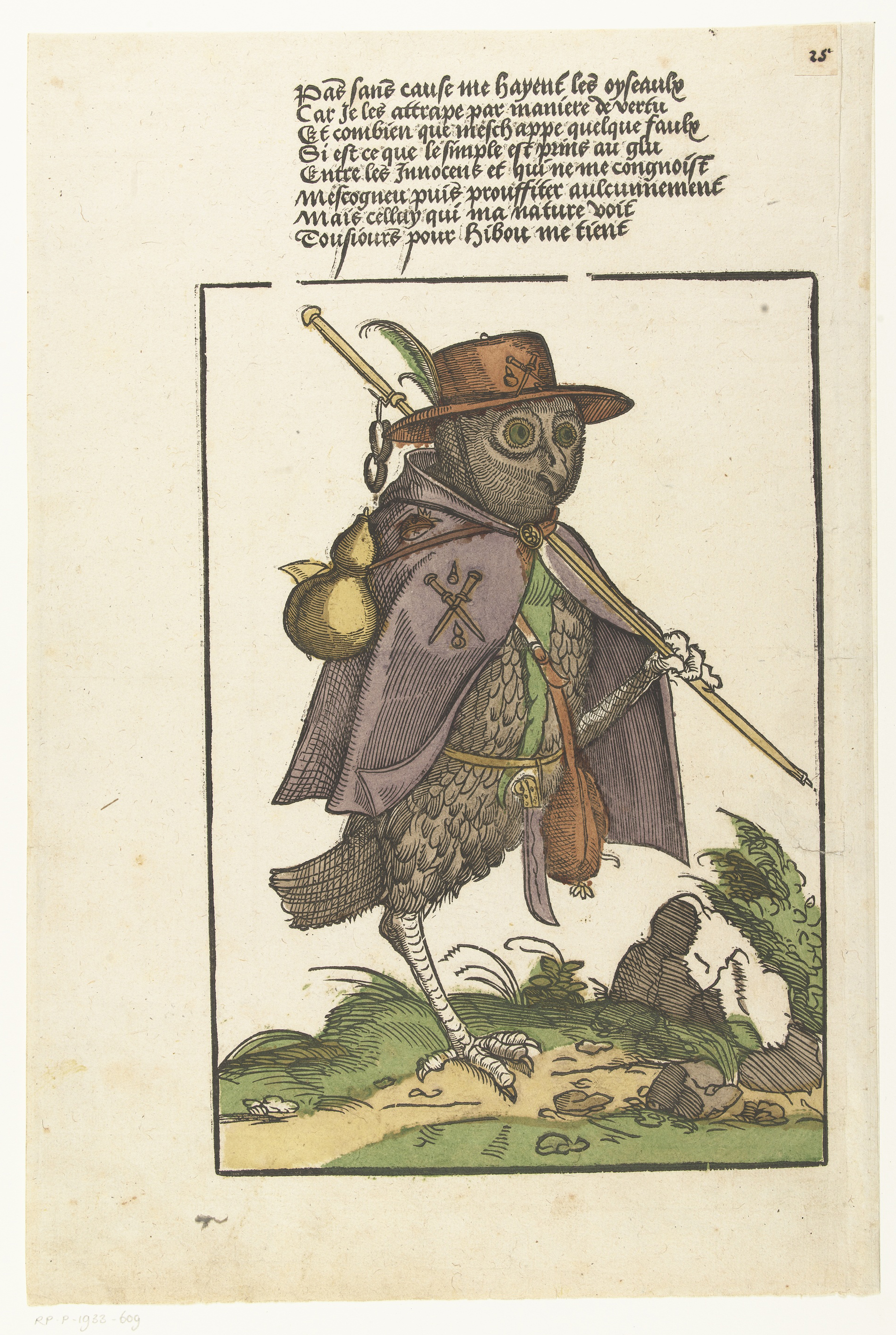
Monogrammist MH. Uil uitgedost als pelgrim. Ca. 1525. Handgekleurde houtsnede. Amsterdam, Rijksmuseum.

Het prentje op de schouw van een uil, die als pelgrim verkleed is, is een vrije interpretatie van een bestaande prent van de Monogrammist MH. In de late middeleeuwen is de uil het symbool bij uitstek van het kwade en werd vaak gebruikt als voorbeeld van hoe het niet moet. Het origineel is voorzien van de volgende tekst:

Pas ſans cauſe me hayent les oyſeaulx / Car je les attrape par maniere de vertu / Et combien que meſchappe quelque faulx / Si eſt ce que le ſimple eſt prins au glu / Entre les Innocens et qui ne me cognoiſt / Merſcogneu puis prouffiter aulcunnement / Mais celluy qui ma nature voit / Touſiours pour Hibou me tient
(Niet zonder reden haten de vogels me, want ik vang hen door middel van de deugd. En hoewel er soms enkele ontsnappen, het is toch zo dat in de lijm de simpele gevangen wordt tussen de onnozelen en hen, die me niet kennen. Zijn ze zich wel bewust dan (kan ik er) niets bij winnen, maar hij die mijn ware aard doorziet houdt me steeds voor een uil)

De uil werd in de late middeleeuwen gebruikt om vogels te vangen. Door aan een touwtje te trekken sloeg een gevangen uil zijn vleugels uit of maakte het een krijsend geluid. Dit zorgde ervoor dat andere vogels op de uil afkwamen om hem weg te jagen. Deze vogels zijn zelf geen prooi voor de uil, maar hun jongen wel. Door vervolgens vogellijm aan de takken aan te brengen werden de nietsvermoedende vogels gevangen. De vogels lieten zich dus vangen door hun deugd. De uil is verkleed als pelgrim. Ook pelgrims stonden in Bosch' tijd niet altijd in een positief daglicht, omdat ze zich vaak ernstig misdroegen op hun pelgrimsreis.

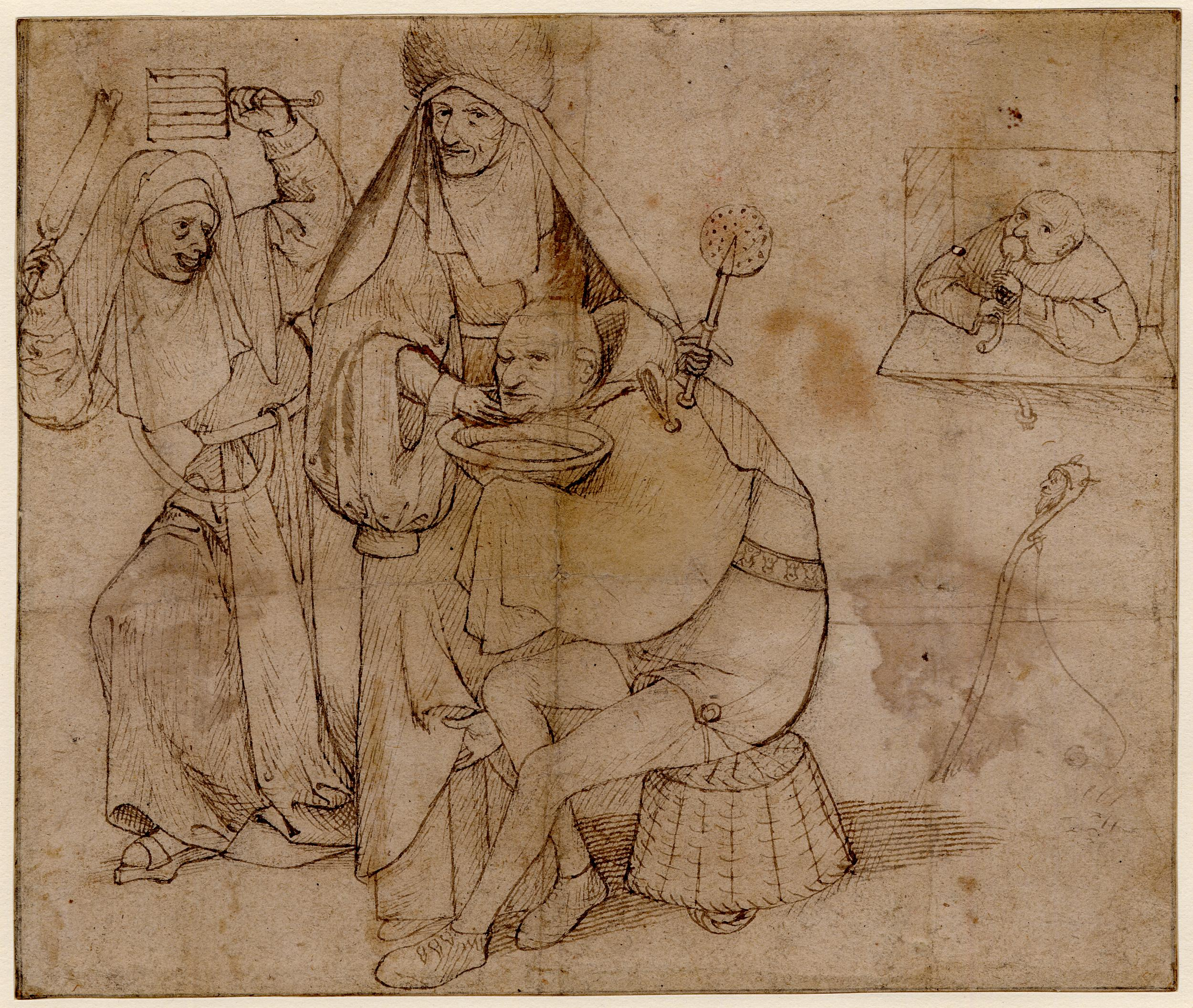
Toegeschreven aan Jheronimus Bosch. De narrenkeuken. 1477-1516. Pen en bruine inkt. Londen, British Museum.

## Toeschrijving
Volgens het opschrift op de prent op de schouw was Jheronimus Bosch de ontwerper van de prent. Waarschijnlijk, echter, gaat alleen de groep rechts (de vrouw met de blaasbalg en de scène rondom de geschoren nar) terug op werk van Bosch. Alleen Ludwig von Baldass denkt dat de prent als geheel mogelijk teruggaat op een werk van Bosch. Een schilderij met vergelijkbaar motief wordt vermeld in de verzameling van Filips II van Spanje.

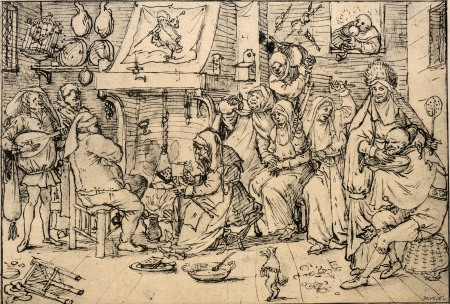
Jan Mandijn of Pieter Huys (?). Vastenavond. Ca. 1560. Wenen, Albertina.

De ontwerptekening van de prent bevindt zich in de Albertina in Wenen. Deze tekening wordt door Otto Benesch omstreeks 1560 gedateerd en is op stilistische gronden vergelijkbaar met het werk van Jan Mandijn en Pieter Huys.

## Afdrukken
Van de prent zijn ten minste drie afdrukken bekend, één in het Museum Boijmans Van Beuningen, één in het Noordbrabants Museum en één in het Rijksmuseum Amsterdam.

## Herdrukken
De prent is in de loop van de 17e eeuw opnieuw uitgegeven door Cornelis van Tienen, Claes Jansz. Visscher (II), Martinus van den Enden (I) en Frederik de Wit.